# Municipio de Hegbert
El municipio de Hegbert (en inglés: Hegbert Township) es un municipio ubicado en el condado de Swift en el estado estadounidense de Minnesota. En el año 2010 tenía una población de 93 habitantes y una densidad poblacional de 1,01 personas por km².

## Geografía
El municipio de Hegbert se encuentra ubicado en las coordenadas 45°21′59″N 96°2′49″O / 45.36639, -96.04694. Según la Oficina del Censo de los Estados Unidos, el municipio tiene una superficie total de 92.34 km², de la cual 86,76 km² corresponden a tierra firme y (6,04 %) 5,58 km² es agua.

## Demografía
Según el censo de 2010, había 93 personas residiendo en el municipio de Hegbert. La densidad de población era de 1,01 hab./km². De los 93 habitantes, el municipio de Hegbert estaba compuesto por el 96,77 % blancos y el 3,23 % eran de una mezcla de razas. Del total de la población el 0 % eran hispanos o latinos de cualquier raza.